# Port Jackson
Port Jackson è il nome dato dal capitano James Cook all'attuale porto di Sydney, che oggi è noto per la presenza della Sydney Opera House e del Sydney Harbour Bridge.
Secondo la definizione geografica adottata dal Nuovo Galles del Sud Port Jackson è l'insenatura che comprende le acque che tracciando una linea immaginaria uniscono North Head e South Head. Questa insenatura lega tra loro il North Harbour, il Middle Harbour e il Sydney Harbour.

## Storia
Il territorio circostante Port Jackson era occupato prima della sua scoperta e colonizzazione da varie tribù aborigene incluse quelle dei Gadigal, Cammeraygal, Eora e Wanegal.
I Gadigal abitavano nella parte Sud di Port Jackson mentre i Cammeraygal vivevano nella parte Nord del porto. Presso il Parramatta River a Est di Petersham fino a Rose Hill c'erano i Wanegal. La gente di Eora viveva nella parte a sud del porto nei pressi della zona da cui partì la Prima Flotta.
La scoperta dell'area di Port Jackson viene attribuita a James Cook nel 1770. Cook diede il nome al porto dopo che Sir George Jackson, avvocato e giudice della flotta, notò che era un buon punto di ancoraggio. Il governatore Arthur Phillip stabilì qui la prima colonia d'Australia, posizionata all'interno di Port Jackson, nel 1788 dalla quale prese origine la città di Sydney. In un dispaccio della colonia mandato in Inghilterra notò che: «...abbiamo avuto la soddisfazione di trovare il più bel porto del mondo, in cui un migliaio di vascelli possono navigare in perfetta sicurezza...»

## Geografia
Port Jackson ha una estensione di circa 19 km e occupa un'area pari a 55 km², il suo volume d'acqua risulta essere pari a circa 562 000 megalitri, complessivamente il suo perimetro risulta pari a 317 chilometri. Le aree di Port Jackson e di Port Hacking sono connesse dalla Botany Bay.
Ci sono varie isole all'interno di Port Jackson: Shark Island, Clark Island, Fort Denison, Goat Island, Cockatoo Island, Spectacle Island, Snapper Island e Rodd Island.